# Aprobata kultu
Aprobata kultu (łac. aprobatio cultus) – termin stosowany w chrześcijaństwie dla potwierdzenia kultu postaci.
W okresie wczesnochrześcijańskim spontanicznie otaczano czcią męczenników oddających życie za wiarę. Decydujące znaczenie dla rodzącego się kultu miał udział zwierzchników grup wyznaniowych. W gminach chrześcijańskich funkcję tę pełnili samodzielni biskupi, którzy od średniowiecza gromadzili się na synodach. W listach Cypriana z Kartaginy (ok. 200-258) i dziełach Augustyna z Hippony (354-430) odnajdujemy świadectwa tych wydarzeń.
Widocznym elementem „aprobaty kultu” stały się translacja i elewacja poprzedzane cudownymi zdarzeniami odczytywanymi jako znaki Boże.
W związku z pojawiającymi się wątpliwościami i nadużyciami zaczęto występować o weryfikację do papieży co zaowocowało utworzeniem instytucji kanonizacji. Procedury kanoniczne regulujące sposób beatyfikacji i kanonizacji uporządkował papież Urban VIII (1568-1644) dekretami z 1625 r. i publikując w 1632 r. brewiarz.
Od tego czasu, „aprobatę kultu” zaczęto rozumieć jako synonim potwierdzenia przez papieża kultu „istniejącego od niepamiętnych czasów” (łac.) ab immemorabili. Współcześnie przyjęto określenie (łac.) confirmatio cultus, które do 1975 r. objęło 310 postanowień.
Jako przykłady confirmatio cultus wymienić można błogosławionych: Bogumiła, Bronisławę, Czesława, Dorotę, Jakuba Strepę, Jolentę, Władysława z Gielniowa, Sadoka i 48 Sandomierskich Dominikańskich Męczenników, Salomeę, Wincentego Kadłubka i świętych: Kingę, Stanisława Kazimierczyka, Szymona z Lipnicy.